# Artibeus jamaicensis
Artibeus jamaicensis là một loài động vật có vú trong họ Dơi mũi lá, bộ Dơi. Loài này được Leach mô tả năm 1821.

## Hình ảnh

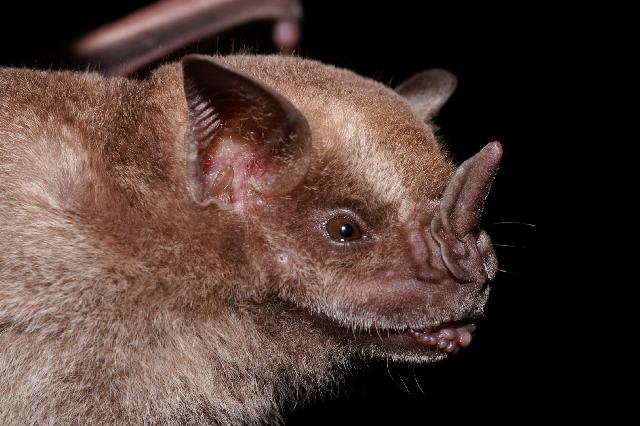
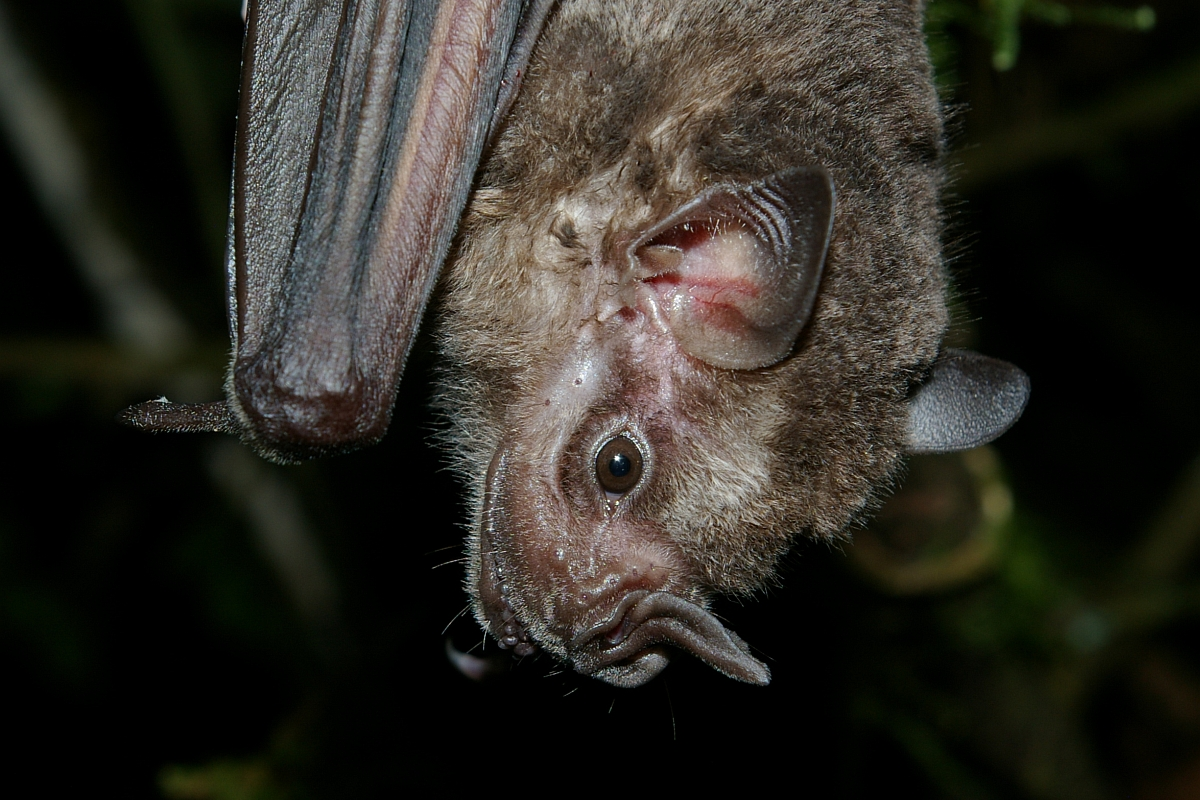
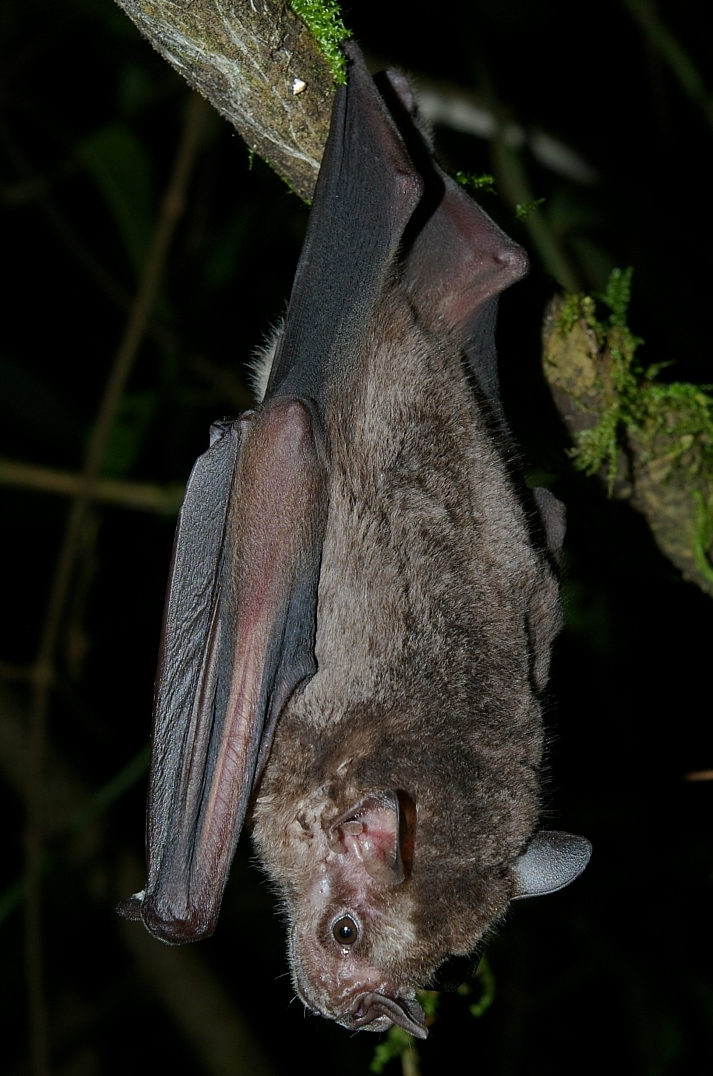